# Sant Iscle i Santa Victòria de Llinars
Sant Iscle i Santa Victòria de Llinars és una església del municipi de Castellar del Riu (Berguedà) inclosa en l'Inventari del Patrimoni Arquitectònic de Catalunya.

## Situació
Es troba a ponent del terme municipal, un xic enlairada al marge esquerre de l'Aigua de Llinars. S'hi accedeix per la carretera asfaltada i ben senyalitzada que surt al km. 19,4 (42° 06′ 52″ N, 1° 42′ 32″ E / 42.114485°N,1.708905°E) de la carretera de Berga a Sant Llorenç de Morunys, riu amunt, direcció "Llinars". Al cap d'1,1 km. es troba el curt tram de carretera que puja a l'església, a la dreta.

## Descripció
L'església de Sant Iscle i Santa Victòria de Llinars de l'Aiguadora és una església parroquial bastida a finals del segle xvii o principis del xviii, a partir de models del barroc rural. Consta d'una sola nau amb capelles laterals, presbiteri quadrat i la façana oberta al mur de migdia, on hi varen encastar unes laudes sepulcrals d'època romànica. El campanar és una torre de secció quadrada amb finestres d'arc de mig punt. A ponent de l'església hi ha la masia que funciona com a rectoria adossada, amb una gran portalada d'arc de mig punt.
Blocs esculpits de la façana:
1- Bloc de 64 x 26 cm, el més petit dels quatre. És decorat amb una cinta estreta caragolada que crea una forma geomètrica sense cap simetria regular. És flanquejat per cercles amb formes florals inscrites.
2- Bloc de 62 x 53 cm, decorat amb una creu de pedra amb braços iguals flordelisats. Als extrems hi ha un motiu floral de sis pètals inscrit en un cercle. Els motius decoratius són fets amb força relleu.

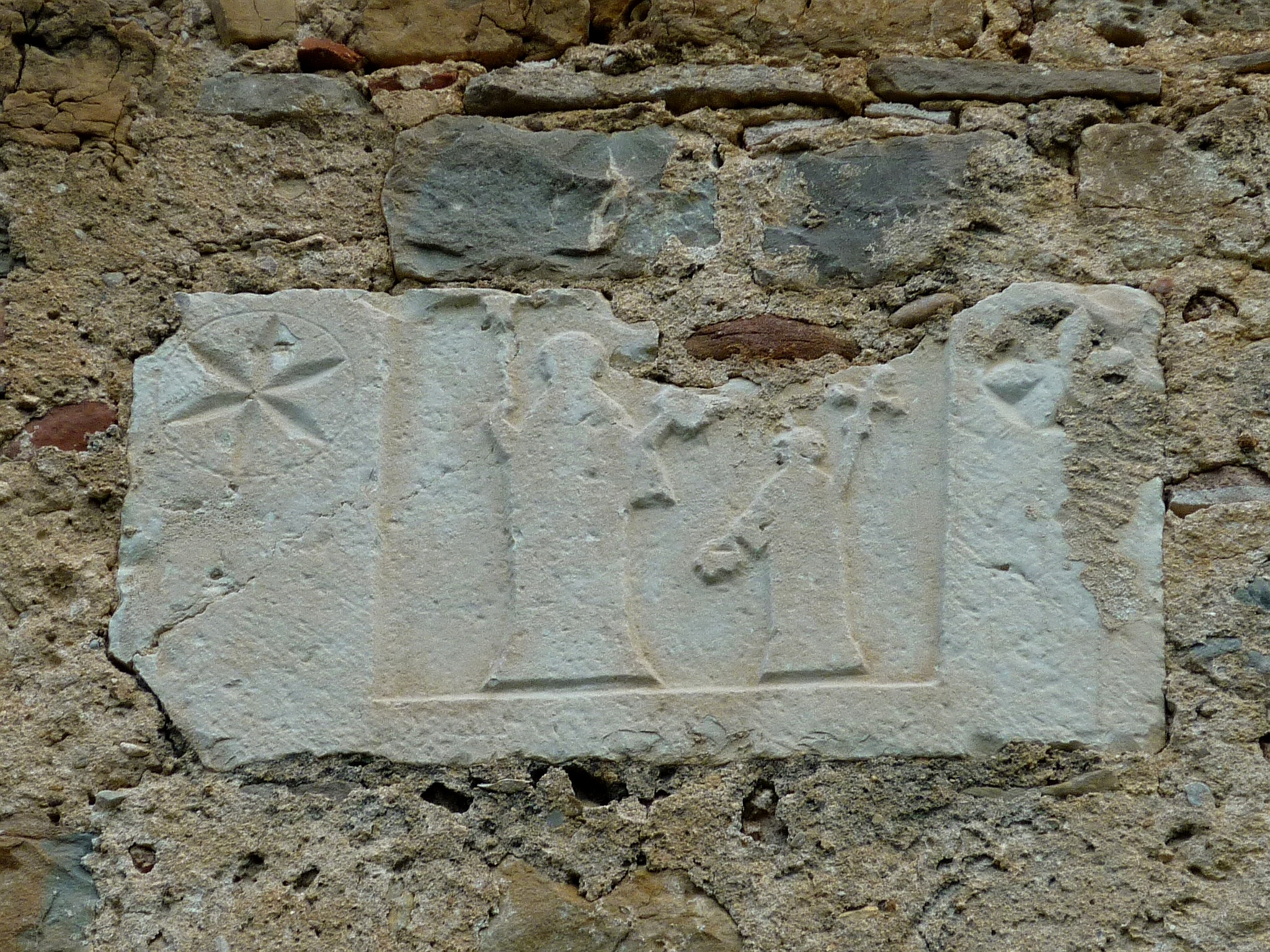
Lauda sepulcral encastada a la façana

3- Bloc de 60 x 38 cm que podria correspondre a una lauda sepulcral incorporada a la façana de l'església al segle xvii. Presenta un petit motiu floral de sis pètals inscrit dins un cercle. Entre aquests dos motius hi ha dos personatges molt esquemàtics.
4- Bloc de 74 x 37 cm ornat amb una sèrie de relleus que formen tres arquets, a l'intradós dels quals hi ha un cercle en baix relleu en el qual s'inscriu una creu grega.
Aquests blocs esculpits s'encastaren al mur de migdia de l'església quan l'edifici romànic fou substituït per l'actual construcció barroca al segle xvii.

## Història
El lloc de Llinars de l'Aiguadora és documentat des del s. IX car fou un dels punts claus de la repoblació del comte Guifré el Pelós a la vall de Lord. En aquest segle el bisbe Galderic de la Seu d'Urgell hi organitzà la primera vida parroquial i el nucli reïxí durant l'alta edat mitjana.

## Referències

Laudes sepulcrals
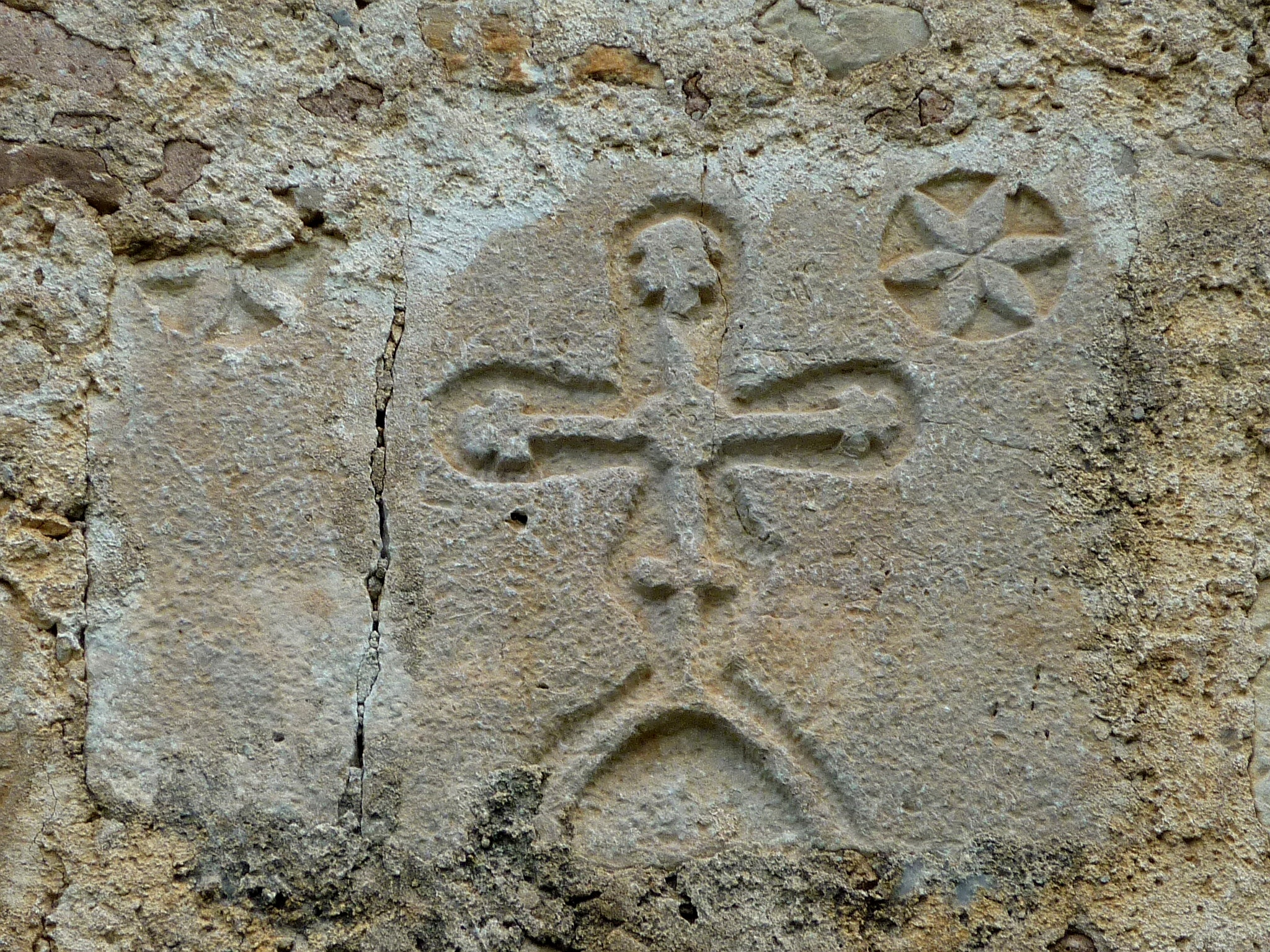
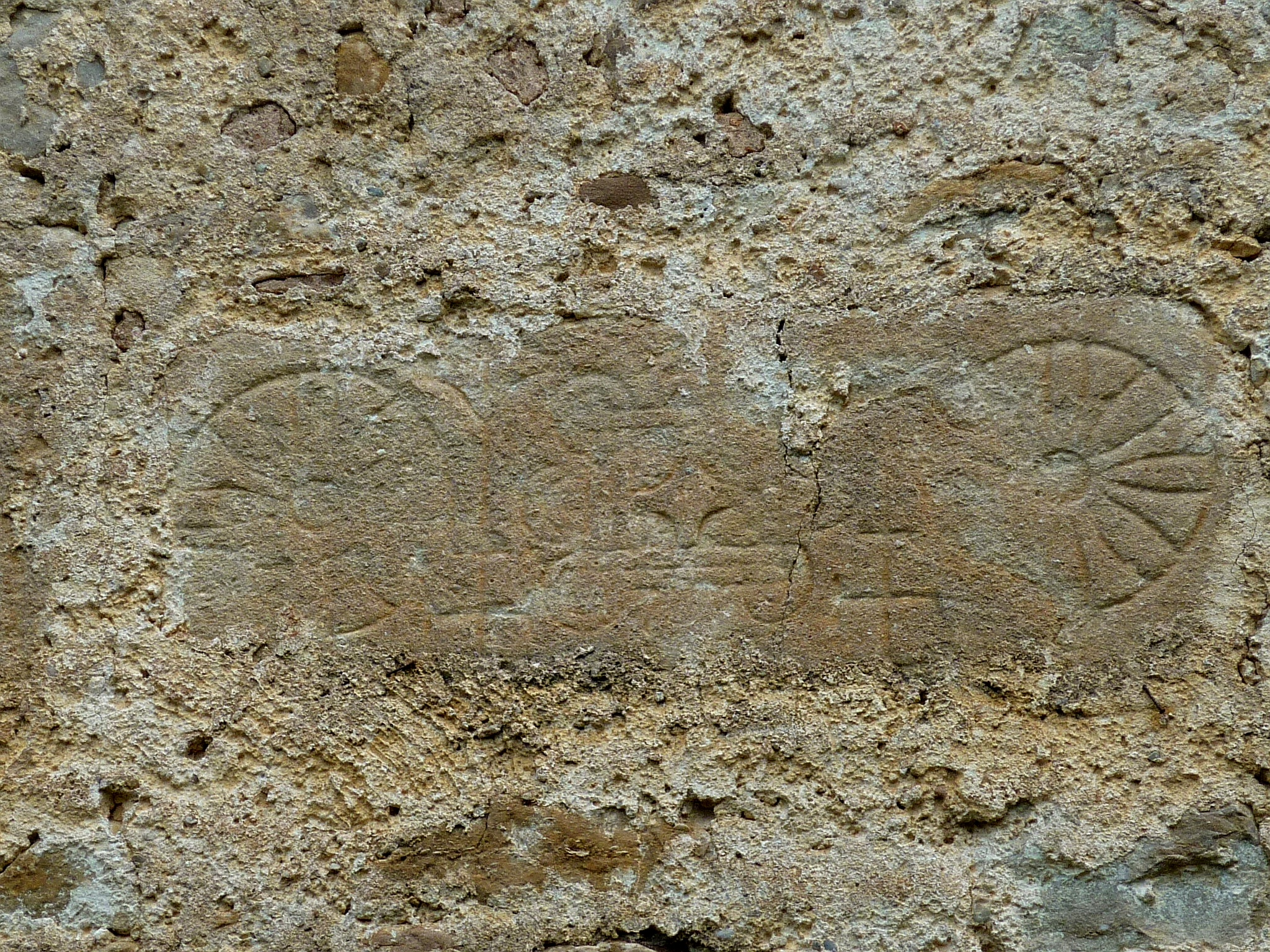
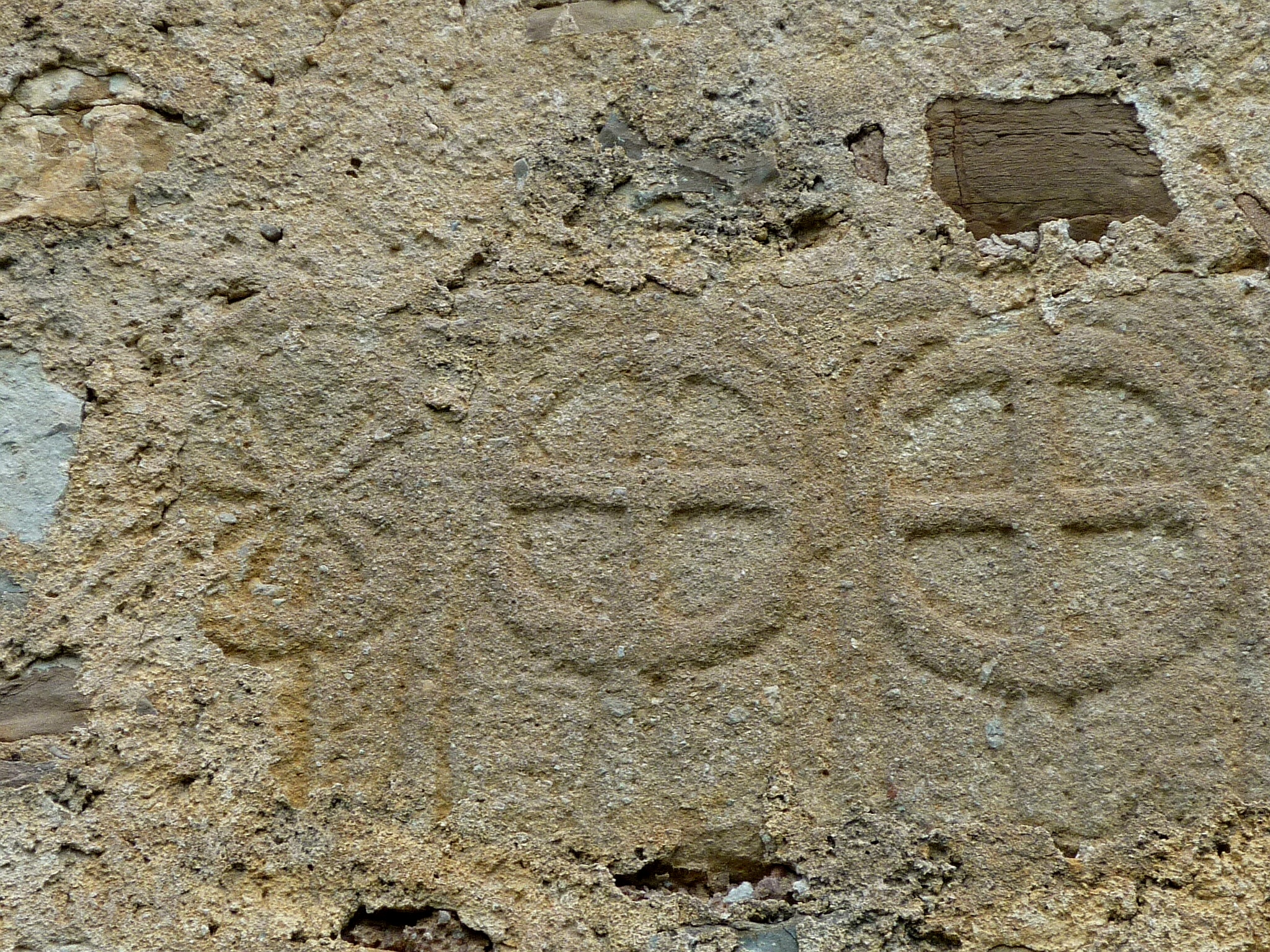